# Ljubow Anatoljewna Charlamowa

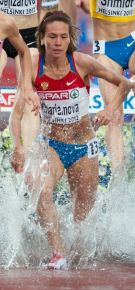
Ljubow Charlamowa (2012)

Ljubow Anatoljewna Charlamowa (russisch Любовь Анатольевна Харламова, engl. Transkription Lyubov Kharlamova, geborene Иванова – Iwanowa – Ivanova; * 2. März 1981) ist eine russische Hindernisläuferin.
2004 und 2006 wurde sie russische Meisterin, und bei den Europameisterschaften 2006 in Göteborg wurde sie Vierte.
Einen Monat später wurde sie beim Leichtathletik-Weltfinale positiv auf das anabole Steroid Methyltestosteron getestet und wegen dieses Verstoßes gegen die Dopingbestimmungen für zwei Jahre gesperrt.
2009 kehrte sie ins Wettkampfgeschehen zurück, und 2010 wurde sie nationale Meisterin und gewann die Bronzemedaille bei den Europameisterschaften in Barcelona, die aber wegen Doping aberkannt wurde.
Ljubow Charlamowa wird von Sergei Jepischin und Jekaterina Podkopajewa trainiert.

## Doping
Am 27. September 2017 gab der Weltleichtathletikverband IAAF bekannt, dass Charlamowa wegen Dopings erneut für zwei Jahre bis 2019 gesperrt und ab 27. Juli 2010 disqualifiziert wurde.

## Persönliche Bestzeiten
- 3000 m Hindernis: 9:21,94 min, 3. Juli 2006, Athen
  - Halle: 9:21,37 min, 23. Februar 2004, Moskau
- 1500 m: 4:11,49 min, 26. Juli 2003, Moskau
  - Halle: 4:13,43 min, 19. Februar 2004, Moskau
- 3000 m: 9:11,34 min, 9. Juli 2004, Kasan
  - Halle: 8:53,58 min, 17. Februar 2004, Moskau